# Club Atlético Independiente
Independiente je argentinski nogometni klub iz grada Avellanede, koji je dijelom aglomeracije Buenos Airesa.

## Najveći igrači
- Sergio Agüero
- Ricardo Pavoni
- Raimundo Orsi
- Ricardo Bochini
- Jorge Burruchaga
- Arsenio Pastor Erico
- Antonio Sastre
- Manuel Seoane
- Raúl Bernao
- Vicente de la Mata
- Ernesto Grillo
- Miguel Ángel Santoro
- Rubén Marino Navarro
- Daniel Bertoni
- José Omar Pastoriza
- Enzo Trossero
- Luis Alberto Islas
- Gabriel Milito
- Diego Forlán
- Faryd Camilo Mondragón Alí
- Nestor Clausen
- Santiago Solari

## Vanjske poveznice
- Službene klupske stranice
- Argentinski nogometni savez
- Neslužbene klupske stranice
- Neslužbene klupske stranic - Nacionalni ponos
- Independiente na UOL-ovim stranicama  Arhivirana inačica izvorne stranice od 23. veljače 2005. (Wayback Machine)
- InfiernoRojo
- Novosti MuyDiablo